# Charles Robert Leslie

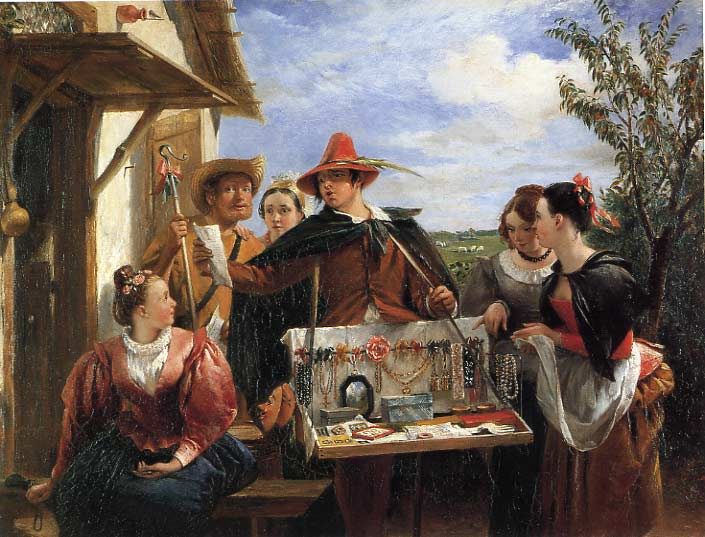
Autolycus, 1836

Charles Robert Leslie (ur. 19 października 1794 w Londynie, zm. 5 maja 1859 tamże) – angielski malarz i pisarz.
Studiował w Royal Academy, wiele podróżował między Ameryką a Europą. Malował portrety, sceny historyczne oraz wiele tematów zaczerpniętych z Don Kichota, dzieł Szekspira i Waltera Scotta. Był nauczycielem rysunku w Akademii Wojskowej West Point i pełnym członkiem Royal Academy od 1826. Wydał kilka książek, m.in. Podręcznik dla młodych malarzy i biografię przyjaciela Johna Constable`a. Jego syn George Dunlop Leslie (1835–1921) również był malarzem i członkiem Akademii Królewskiej.